# クローバー (玩具メーカー)
株式会社 クローバーは、1973年から1983年まで東京都葛飾区に存在した、日本の玩具メーカーである。『機動戦士ガンダム』の放送当時のメインスポンサーである。

## 沿革
ツクダオリジナルの営業部長だった小松志千郎が独立し、1973年に創業。1982年当時の本社は東京都葛飾区立石にあり、近隣には同業者のトミー（現在のタカラトミー）の本社社屋も所在していた。
創業当初から1980年代前半にかけ、アニメ関連や自社開発のキャラクターグッズ・文具を中心に商品販売を展開した。当初の主力商品は『やわらかベビー』などの女児向け玩具で、1977年以降はポピー（1983年、親会社・バンダイに吸収合併）の「超合金」から続く亜鉛合金ダイキャストを含むロボット関連の玩具に移行した。「超合金」を扱っているポピーが女児向けキャラクターとして『キャンディ・キャンディ』を売り出した時期に当社は合金ロボット玩具を売り出しており、両者は同時期にお互い相手の得意分野に進出している。1982年には女児向けのキャラクターを扱う子会社・ポプラを設立。
1983年8月、業績不振から不渡りを出して事業を停止、倒産に至った。帝国データバンクの調査によるれば負債総額は15億円強に上ったとある。後年の書籍で「ガンダムブーム」の恩恵に与れなかったように言われ、倒産の原因は「ガンダムブームに乗れなかったため」とされる事も多い。しかし実際には『ガンダム』の放送期間である1979年度は売上および利益がほぼ倍増している。これが『ガンダム』の玩具によるものかどうかは不明だが、少なくとも『ガンダム』によって経営が傾いたわけではないようである。またブーム時にはガンダムのパネロックを5000万個販売するなど好調で、1981年には過去最高の年商を達成しており、ブームの退潮と、それを打開するために参加した『聖戦士ダンバイン』、『亜空大作戦スラングル』の玩具売り上げが振るわなかった事が原因のようである。

## 日本サンライズとの関わりについて
クローバーが創業後初めて商品を発売したテレビアニメは、『山ねずみロッキーチャック』であるが、スポンサーとしては参加しなかった。
その後、1977年、東北新社の傘下から独立して間もない日本サンライズ（のちのサンライズ、現・バンダイナムコフィルムワークス）と組み、アニメキャラクター玩具に本腰を入れ始めた。同社制作のテレビアニメ第1作である『無敵超人ザンボット3』と続く第2作の『無敵鋼人ダイターン3』には企画の段階から関わり、これらに登場する「ザンボエース」「ダイターン3」などは、商品化先行でデザインされた。
『機動戦士ガンダム』の制作にも企画段階から関与しており、メカ設定の中には「Gアーマー」など、クローバーの意向で決定されたものもある。当社の狙いは、それまでの「剣術ごっこ」だった子供番組ではなく「戦闘ごっこ」の内容にする事で小学校高学年の子供を購買層に取り込む事だったようである。当時の子供番組は低年齢化していて、関連玩具の購買層が減ってゆく傾向にあり、その事に対する危機感が『ガンダム』を生んだ。しかしそれまでの箱組みロボットとは違ったデザインのガンダムは、主役メカとしては玩具売り上げが振るわず、同作は予定より2ヶ月早く放送を終了している。小学校高学年でも難しい内容だった事に加えて、前2作（『ザンボット3』と『ダイターン3』）は関東地方で午後6時台だった放送時間が5時台に変更された事なども打ち切りの原因だったと言える。ただし、Gアーマーの商品化である「ガンダムDX合体セット」は売り上げが好調だった事から、クローバーにより打ち切りの撤回が打診されている。玩具の売上不振を補うべく、サンライズはクローバーにプラモデルの商品化を打診していたが、「売れないキャラクターの商品を増やしてもしょうがない」と拒否した。
「スーパーロボット路線」に回帰した後番組の『無敵ロボ トライダーG7』では玩具の売り上げが好調で、その後番組の『最強ロボ ダイオージャ』も、『トライダーG7』と同様の路線となった。
そして、「ガンプラブーム」の再来を狙いリアル・ロボット路線をとった『戦闘メカ ザブングル』以降、“名古屋テレビ&日本サンライズのロボットアニメ枠”にはバンダイもスポンサーとして加わった。当社の玩具と共にバンダイのプラモデルも発売され、同枠の主力商品は次第にそちらへとシフトした。かつては学童がメインだった購買層の動向も変化し、変形合体を中心とした完成品玩具の人気は低迷した。クローバーの業績は伸び悩み、結果、『聖戦士ダンバイン』の放送中に倒産した。
そのため、ダンバインの後継メカである「ビルバイン」の玩具は、金型を引き継いで急遽スポンサーとなったトミーから発売された。

## ガンダム等の玩具について
放送当初に同社が発売したガンダム関連の合金玩具の売れ行きは芳しくなかったようで、番組の放送短縮の一因となっている。しかし番組の放送短縮が決まっていた年末には好調に売れるようになっており、短縮を取りやめるよう打診したが実現しなかった。
当時の合金玩具としては珍しくないことだが、クローバーのガンダムもアニメでは白い部位が銀色になっているなど玩具独自のアレンジによりアニメ設定と差異のあるデザインとなっており、後述するようにアニメに登場しない武器も付属している。
ガンダムの玩具は『ガンダム』が映画化された頃にも再発売されており、ある程度劇中に近づけた仕様のものや、箱にリアルな絵が描かれたのものもあったという。
『ザブングル』『アクロバンチ』『ダンバイン』『スラングル』の頃には、かなり設定に忠実な玩具を製造していたという。

### 機動戦士ガンダム DX合体セット
1979年に年末商戦向け新製品として定価5800円で発売された。ガンダムとGファイターのセット。ガンダムは、設定どおりAパーツとBパーツとコアファイターで構成され、合体分離可能。Gファイターは、「G・カプセル」、「G・ウィング」、「G・キャタピラ」、「ビーム・キャノン」より構成される。Gアーマー用に「ガンダム・シールド」が2枚付属する。ガンダム本体のデザインは準決定稿を基にしており、肩の形状の違いやアンクルガードのスリット（シールによる再現）や下腕にくびれがあるなど、準決定稿をリファインした、後のプロトタイプガンダムに似ている。ガンダム本体の大きさは、全長18cmで、1/100スケールである。他にもガンダム単体のみの「ガンダム合体セット」も同時発売された。こちらにもGアーマーを前提として「ガンダム・シールド」が2枚付属している。

#### アニメに登場しない武器
名称は、箱の説明書きから。
1. ラッシュ・ライフル
ビームライフルに相当する。デザインがガンキャノンのそれである。
2. ハイパー・バズーカ砲
オリジナルのロケット砲。胴体右上面に固定できる。デザインは、実在兵器の「M47ドラゴン 歩兵携行式対戦車ミサイル」や「FGM-148 ジャベリン 歩兵携行式多目的ミサイル」に似ている。
クローバー版ガンダムにはアニメ版の「ハイパーバズーカ」は付いていない。また、後発のバンダイの「1/100 RX-78 ガンダム」にもこの武器と同様のものが付属している。
3. ソード・ジャベリン
オリジナルの槍斧。後にフルアーマー・ユニコーンガンダム専用装備「ハイパー・ビーム・ジャベリン」として公式設定に採用された。
4. G（ガンダム）・パンチ
手首がばね仕掛けで飛ぶ。
5. （名称不明）
コアファイターの機首が分離してミサイルになる。コアブロックに変形させるには機首と尾翼と車輪を外す。機首のデザイン処理は後発のバンダイ「1/100 RX-78 ガンダム」のコアファイターも踏襲されており、バンダイ版も機首は伸縮するがキャノピーは動かない。

### 機動戦士ガンダム コンビネーションジュニア
コアファイターとガンダムとガンキャノンとガンタンクの4体セット。AパーツとBパーツの組み合わせにより、9種類の戦士を作れる。大きさはほぼ1/144スケール。ジュニアは廉価版のことだが、この商品に上位版のデラックス（DX）は存在しない。

## 関連玩具を販売した作品
カルピス劇場
- ムーミン
- 山ねずみロッキーチャック
- アルプスの少女ハイジ
- フランダースの犬
- 母をたずねて三千里
- あらいぐまラスカル
- ペリーヌ物語
- 赤毛のアン (アニメ)

名古屋テレビ・日本サンライズ制作枠のロボットアニメ
- 無敵超人ザンボット3
- 無敵鋼人ダイターン3
- 機動戦士ガンダム
- 無敵ロボ トライダーG7
- 最強ロボ ダイオージャ
- 戦闘メカ ザブングル
- 聖戦士ダンバイン

国際映画社作品
- おちゃめ神物語コロコロポロン
- 亜空大作戦スラングル

漫画
- マリーベル（山智子作）
- トトチコいちご（成実由規作）

その他
- 一休さん
- ピコリーノの冒険
- リトル・ルルとちっちゃい仲間

子会社・ポプラが商品化した作品
- ワンワン三銃士
- ハニーハニーのすてきな冒険
- 魔境伝説アクロバンチ

## 関連する会社
- バンダイ - 『ダンバイン』後半のメインスポンサー。
- アオシマ - 『ザンボット3』〜『ダイオージャ』、『アクロバンチ』、『スラングル』のプラモデルを販売したメーカー。
- タカラ - 子会社のタカラ工業が玩具のOEM生産を請け負っていた。当社倒産時には相当な売掛金があり、ガンダムの商品化権を接収することも出来た。